# Les Rois de la piste (film, 1950)
Pour les articles homonymes, voir Les Rois de la piste.
Pour plus de détails, voir Fiche technique et Distribution.
Les Rois de la piste (titre original : The Fireball), est un film américain en noir et blanc réalisé par Tay Garnett, sorti en 1950.

## Synopsis
Un orphelin, Johnny Casar, quitte son foyer dirigé par le père O'Hara pour devenir une vedette de roller derby avec l'aide de la dévouée Mary Reeves. Le succès monte à la tête de Johnny, et des femmes comme Polly courent après sa fortune et sa renommée. Johnny abandonne la vénale et intrigante Polly pour Mary, la désintéressée.

## Fiche technique
- Titre : Les Rois de la piste
- Titre original : The Fireball
- Réalisateur : Tay Garnett
- Scénario : Tay Garnett et Horace McCoy
- Musique originale : Victor Young
- Photographie : Lester White
- Montage : Frank Sullivan
- Société de production : Bert E. Friedlob Productions et Thor Productions
- Société de distribution : Twentieth Century Fox
- Pays de production :  États-Unis
- Langue originale : anglais américain
- Format : noir et blanc — 35 mm — 1,37:1 — son : mono (Western Electric Recording)
- Genre : drame
- Durée : 85 minutes
- Dates de sortie :
  - États-Unis : 7 octobre 1950
  - France : 14 septembre 1951

## Distribution
- Mickey Rooney : Johnny Casar
- Pat O'Brien : Père O'Hara
- Beverly Tyler : Mary Reeves
- James Brown : Allen
- Ralph Dumke : Bruno Crystal
- Milburn Stone : Jeff Davis
- Bert Begley : Shilling
- Marilyn Monroe : Polly
- Sam Flint : Dr Barton
- Glen Corbett : Mack Miller
- John Hedloe : Ullman
- James Anderson : l'homme au bras fort (non crédité)

## Commentaires
- Prisonnière d'un système de production routinier mais très au point, qui ne sait pas déceler les qualités qui feront d'elle une star à part entière, Marilyn continue à camper des silhouettes pittoresques ou conventionnelles dans des films qui n'ajoutent rien à sa gloire ni à l'histoire du cinéma.[réf. nécessaire]